# George Clifford Adams
George Clifford Adams (* 25. November 1887 in Dayton, Ohio, Vereinigte Staaten; † 2. Februar 1961) war ein US-amerikanischer Pianist und Songwriter.

## Leben
George Clifford Adams Eltern waren Ambrose Vallendingham Adams und  Nancy „Annie“ Ryan. Er hatte zwei jüngere Geschwister, Brainard Ambrose (* 1891) and Sarah Ruth (* 1895). 1905 wird in einem Verzeichnis in Dayton als Pianist aufgeführt. Später zog er als „Wanderpianist“ mit verschiedenen Ensembles durch das Land. Seine erste bekannte Komposition, der Ink Splotch Rag, wurde 1909 in Omaha in Nebraska von der A. Hospe Company publiziert. Er selbst publizierte 1910 den Two Step Patsy Boliver und den Song Loving You in Bremerton. Im Zensus 1910 nannte er sich Clifford Adams und gab als Beruf Theatermusiker an. Kurz zuvor hatte er Edith Adams aus Oklahoma geheiratet. Möglicherweise stammen aus dieser Zeit weitere Musikstücke von ihm, die ihm aber nicht zugeordnet werden können, da er sie nicht unter den Namen George oder Clifford Adams veröffentlichte. 1914 folgte der Two Step Hanky Pank. Da er ihn in New York bei M. Witmark veröffentlichen ließ, erreichte das Stück größere Bekanntheit als die früheren. Kurz darauf traf er in San Francisco die Sängerin Ephemia Loretta „Effie“ Burton. Nachdem sie wohl ein paar Monate zusammengearbeitet hatten, heirateten die beiden am 15. Februar 1916. Nach einem möglichen längeren Aufenthalt in Cleveland befanden sie sich beim Zensus von 1918 kinderlos in Chicago, er als arbeitsloser Musiker. Nach einem Aufenthalt in Los Angeles scheinen beide als Musiker spätestens 1922 auf dem Kreuzfahrtschiff Shinyou Maru angeheuert zu haben. Die Reise führte sie nach Japan, China, Hongkong, Indien, Australien, Südafrika, Argentinien, Brasilien, Ägypten, Burma, Neuseeland und zu den  Südseeinseln. Sie traten bei einer Serie von Shows im Südpazifik und China und 1923 und 1924 mindestens dreimal auf den Philippinen in Manila auf. Während eines Aufenthaltes in Shanghai ließen sich beide am 18. November 1925 vor einem dortigen US-Gericht scheiden. Frolics and Fancies, eine gemeinsame Arbeit mit Tom Clark, wurde 1923 in New York publiziert. Hierhin ist er nach seinem Fernostaufenthalt wieder zurückgekehrt. Er arbeitete in den 1930er Jahren in Manhattan als Komponist beim Rundfunk. Er veröffentlichte noch eine Reihe von Songs und Klavierstücken. Die letzte Komposition stammte aus dem Jahr 1955. Er starb im Alter von 73 Jahren an einem Myokardinfarkt und wurde auf dem Evergreen Cemetery in Brooklyn, New York City, bestattet.

## Werke (Auswahl)
- Ink Splotch Rag, A Ragtime Splash, A. Hospe Co., Omaha, 1909 OCLC 79722291 (Digitalisat beim IMSLP, Digitalisat der University Libraries der Mississippi State University)
- Patsy Boliver, Two Step, 1910
- Loving You, mit Will J. Hayes, 1910
- Hanky Pank, Slow Drag Rag, mit Harry G. Robinson, M. Witmark & Sons, Horace Peyton gewidmet, New York City, 1914 (Digitalisat beim IMSLP, Digitalisat der University Libraries der Mississippi State University)
- Frolics and Fancies – Dance Intermezzo, mit Tom Clark, 1923 OCLC 24054941 (Digitalisat beim Silent Film Sound & Music Archive)
- „Cocktail Hour“ Sophisticated Mood, 1936
- Tangoriento, 1936
- Don't Let the Wordly Sins Fool You, mit J.L. Anderson, 1941
- The Dancer, mit Umberto Ostro